# Мелах, Ефим Львович
Ефим Львович Мелах (1918—1979) — участник Великой Отечественной войны, командир звена 47-го гвардейского отдельного авиационного полка дальних разведчиков Резерва Главного командования Военно-воздушных сил Красной Армии, Герой Советского Союза, гвардии капитан.

## Биография
Родился в семье рабочего. Еврей. Окончил 8 классов, работал слесарем на Одесском станкостроительном заводе. В РККА с 1937 года. В 1938 году окончил Одесскую военную авиационную школу пилотов.
На фронтах Великой Отечественной войны с августа 1942 года. Член ВКП(б) с 1943 года. К октябрю 1943 года совершил 80 боевых вылетов на разведку объектов в глубоком тылу противника, бомбардировку его живой силы и техники.
Указом Президиума Верховного Совета СССР «О присвоении звания Героя Советского Союза офицерскому составу военно-воздушных сил Красной Армии» от 4 февраля 1944 года за «образцовое выполнение боевых заданий командования на фронте борьбы с немецкими захватчиками и проявленные при этом отвагу и геройство» был удостоен звания Героя Советского Союза с вручением ордена Ленина и медали «Золотая Звезда» (№ 2802).
В 1956 году окончил КУОС при Военно-воздушной академии, командовал авиационным полком. С 1960 года вышел в отставку. Жил в Одессе. Умер 16 декабря 1979 года. Похоронен на Таировском кладбище (участок 10).

## Награды
Награждён тремя орденами Красного Знамени, орденом Александра Невского, орденом Отечественной войны 1-й степени, двумя орденами Красной Звезды, медалями.

## Память
Его имя увековечено на памятном знаке, установленном в Одессе в честь лётчиков-Героев Советского Союза — граждан города.